# Cecropis senegalensis
La golondrina senegalesa (Cecropis senegalensis) es una especie de ave paseriforme de la familia Hirundinidae propia del África subsahariana. Es una golondrina de gran tamaño que no migra, pero se despalza siguiendo las lluvias.
Es un ave habitante de tierras abiertas con árboles, además de zonas de cultivo. Construye un nido de barro con una entrada tubular en una cavidad o debajo de puentes y estructuras similares. Usa edificios deshabitados, agujeros de árboles o cuevas. Pone tradicionalmente tres o cuatro huevos.
La golondrina senegalesa es, al igual que Cecropis daurica, de gran tamaño y mide 25 centímetros, con partes superiores de color azul y cuello y parte trasera rojos. El rostro y la parte baja es rojiza, pero el plumaje debajo de las alas es blanco, con plumas de vuelo oscuras. La cola es bífida y ligeramente más larga en el macho. Los polluelos son menos llamativos y más marrones, con menos contraste. Su vuelo es lento y pesado, y esto, sumado a su gran tamaño puede hacer suponer que se trata más bien de un halcón, en vez de una golondrina. Se alimenta de insectos cazados en el aire.